# Yxskär
Yxskär est une île de l'archipel finlandais à Kimitoön en Finlande.

## Géographie
Yxskär est située à mi-chemin entre Rosala et Jurmo, à environ 7 kilomètres à l'ouest de l'île de Vänö,.
À Yxskär, se trouve, entre autres, le lac glo, autour duquel passe un sentier de randonnée long de 800 mètres.  
Yxskär fait partie du parc national de l'archipel.